# Callimetopoides albomaculatus
Callimetopoides albomaculatus là một loài bọ cánh cứng trong họ Cerambycidae.